# Higyed Imre
Higyed Imre (Temesvár, 1942. február 14. – Temesvár, 2018. július 29.) romániai magyar színész, a Temesvári Csiky Gergely Állami Magyar Színház Örökös Tagja.

## Életpályája
1965-ben végzett a marosvásárhelyi Szentgyörgyi István Színművészeti Intézetben. 1965–1978 között a kolozsvári Állami Magyar Színház tagja volt. 1978-ban került Temesvárra. 2013-ban a temesvári Csiky Gergely Állami Magyar Színház örökös tagja lett.
Több mint száz kisebb-nagyobb karakterszerepet játszott.

## Színházi szerepei
- Vörösmarty-Görgey: A fátyol titkai – Ligeti Sándor táblabíró
- Caragiale: Az elveszett levél – Popa Pripici
- Everac: Rend a lelke mindennek – Gheorghe Turcu
- Moliere: Tartuffe – Rendőrhadnagy
- Endre Károly: Periandrosz –
- Mircea: Az amerikai vőlegény – Dudu
- Szigligeti Ede: Liliomfi – Szilvai Tódor professzor; Ifjú Schwartz
- Örkény István: Tóték – Tót
- Ion Minulescu: Lassan a testtel – Zsandár
- Kiss-Kováts: Vihar a havason – Gedő Felicián
- Turgenyev: Egy hónap falun – Schaaf
- Dohotaru: Egy naplopó legendája – Apa
- Farkas Imre: Az iglói diákok – Petki János
- Popescu: Romantikus lélek – Tudor
- Carlo Goldoni: Házasság olasz módra –
- Thomas: Charley nénje – Howard iskolaigazgató
- Molnár Ferenc: Játék a kastélyban – Turai
- Karinthy-Majoros: A nagy ékszerész – Gyáros
- Csurka István: Nagytakarítás – Miltényi
- Ibsen: Nóra – Rank doktor
- Moliere: Scapin furfangjai – Argente
- Szántó-Szécsén: Dunaparti randevú (Paprikáscsirke) – Forgács Frigyes vezérigazgató
- Mrozek: Tangó – Stomil
- Anouilh: Cher Antoine, avagy az Elhibázott szerelem – Antoine
- Görgey Gábor: Fejek Ferdinándnak – Füleki Ádám
- Örkény István: Macskajáték – Csermlényi Viktor
- Weiss: Mockinpott úr kínjai és meggyógyíttatása – Egy figura a kormányból; Hivatalnok; Tulaj
- Illyés Gyula: Tűvé-tevők – Örömapa
- Collodi: Pinokkió, avagy a hosszúorrú fabáb története – Kocsis
- Visniec: A kommunizmus története elmebetegeknek –
- Molnár Ferenc: Előjáték a Lear királyhoz – Tűzoltó
- Gorkij: A cigánytábor az égbe megy – Makar Csudra
- Gogol: A revizor, azaz Gogol, a revizorr – mISKA
- Szörényi-Bródy: István, a király – Radla
- Müller Ferenc: Így írok én… –
- Szép Ernő: Patika – Tanító úr
- Menken-Ashman: Rémségek kicsiny boltja – Férfi
- Ödön von Horváth: A férfiak nélküli falu – Szakállas; Második Komédiás; Második Úr
- Cervantes: Don Quijote – Borbély; Barát 1.; Halottkísérő 1.; Rab 1.; Herceg
- Tasnádi István: Titanic vizirevü – Belesd művészetpártoló lakossága
- Kerényi Ferenc: A nemzet csalogánya – Sári bíró
- Anavi Ádám: Második Matyi – Háznagy

## Színházi rendezései
- Balassi Bálint: Szép magyar komédia (1982)
- Sever: Lány a lakásban (1989)
- Kisfaludy Károly: Kérők (1990)
- Katajev: A kör négyszögesítése
- Jékely Zoltán: Az aranyszőrű bárány

## Filmjei
- Dreptatea (1989)
- Hegyek közt (2006)